# 戈雷托
戈雷托（義大利語：Gorreto），是意大利热那亚省的一个市镇。总面积18.5平方公里，人口118人，人口密度6.4人/平方公里（2009年）。ISTAT代码为010026。